# Korora
Korora era una distribuzione GNU/Linux derivata da Fedora. Attualmente non più sviluppata.

## Storia
Creata nel 2005 ed originariamente basata su Gentoo Linux, Korora è stata riprogettata nel 2010 per diventare una distribuzione basata su Fedora.
La versione 26 (Bloat) è stata distribuita il 24 settembre 2017.

## Caratteristiche
Il principale obiettivo che Korora si propone di raggiungere è quello di fornire un sistema operativo GNU/Linux completo e di facile utilizzo; infatti essa include diverso software non presente in Fedora.
Essa presenta le seguenti caratteristiche:
- Supporto più esteso possibile per ogni tipo di hardware
- Preinstallazione delle applicazioni più richieste dagli utenti (ad esempio Firefox al posto di Konqueror)
- Capacità nativa di riprodurre tutti i contenuti multimediali usati nel web
- Possibilità di installazione del plugin Adobe Flash per il browser (a richiesta dell'utente)
- Filosofia "una sola applicazione per ogni singolo compito"
- Fornire strumenti semplici per ottenere aiuto
- Fornire manuali e guide che permettano di poter usare proficuamente il sistema operativo
- Costruire una piccola comunità di utenti Linux pronti a collaborare al progetto, segnalare eventuali malfunzionamenti, ecc.

È disponibile con cinque ambienti desktop: GNOME e KDE, Cinnamon e MATE, e infine Xfce.

### Applicazioni preinstallate
Korora ha già preinstallate tutte le applicazioni che l'utente medio può desiderare. Per esempio, Firefox è il browser di default (al posto di Konqueror) e VLC è il riproduttore multimediale di default (al posto di Dragon Player e Totem). La filosofia che è stata seguita è "un solo programma per ogni singolo compito", anche se poi l'utente può sempre installare software aggiuntivo (ad esempio il browser Google Chrome) tramite il Gestore di pacchetti software.

### Installazione semplificata dei drivers per la scheda video
Korora adotta il Jockey Device Driver manager (originariamente sviluppato dal team di Ubuntu), per garantire una semplice installazione dei driver di terze parti (anche proprietari) necessari al corretto funzionamento delle schede video NVIDIA e di alcuni dispositivi wireless.

### Repositoriespreconfigurati
Il software non-free per Fedora si trova in appositi "repositories" (letteralmente "depositi di programmi") che l'utente deve configurare a mano. Operazione non così complessa, ma certo scomoda per gli utenti inesperti.
Korora include diversi repositories di terze parti: così basterà aprire il Gestore di pacchetti software, per poter selezionare ed installare tutte le applicazioni desiderate con un semplice click.
Sono disponibili:
- Adobe Flash repository (software proprietario)
- Google Chrome e talk plugin (software proprietario)
- RPMFusion
- VirtualBox

Gli utenti possono facilmente installare il plugin Adobe Flash per il browser attraverso il Gestore di pacchetti software, grazie al metapacchetto RPM flash-plugin-helper.

## Ciclo direlease
Korora è basata su Fedora e viene distribuita circa un mese dopo l'uscita della distribuzione madre. Il ciclo di release è quindi, all'incirca, semestrale.
Il numero della release è identico al numero di release della distribuzione madre (quindi Korora 15 è basata su Fedora 15, Korora 16 è basata su Fedora 16, e così via).

## Versioni disponibili
Korora viene fornita su supporto live-DVD e con cinque diversi ambienti desktop: Cinnamon, GNOME, KDE, MATE, Xfce. Il live-DVD permette di provare il sistema operativo senza installare nulla sul disco rigido del computer; in un secondo momento si potrà installare permanentemente Korora sul computer.